# Deutsche Posteinrichtungen im Osmanischen Reich

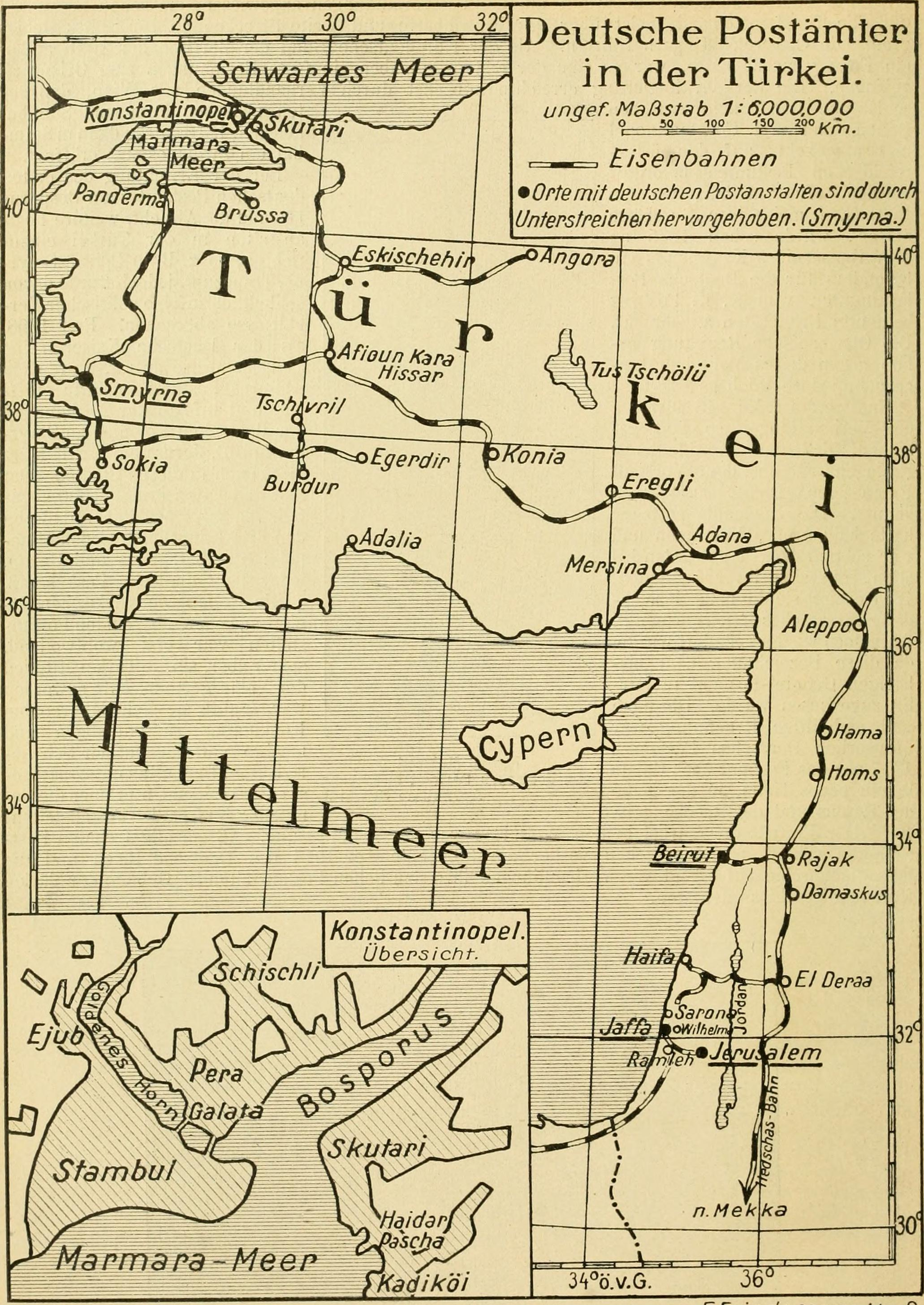
Albert Friedemanns Karte »Die Postwertzeichen und Entwertungen der deutschen Postanstalten in den Schutzgebieten und im Auslande« von 1920 zeigt die Postorte sowie die Anatolische Eisenbahn, Bagdadbahn, Hedschasbahn und Libanonbahn.

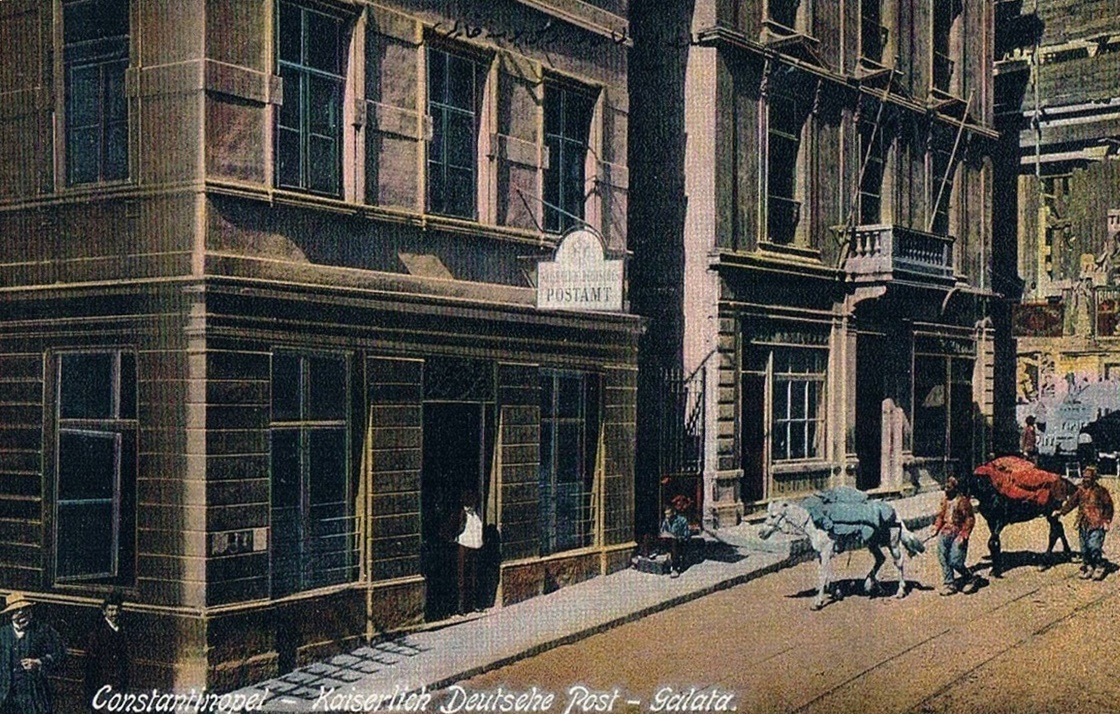
Postamt Galata, Konstantinopel

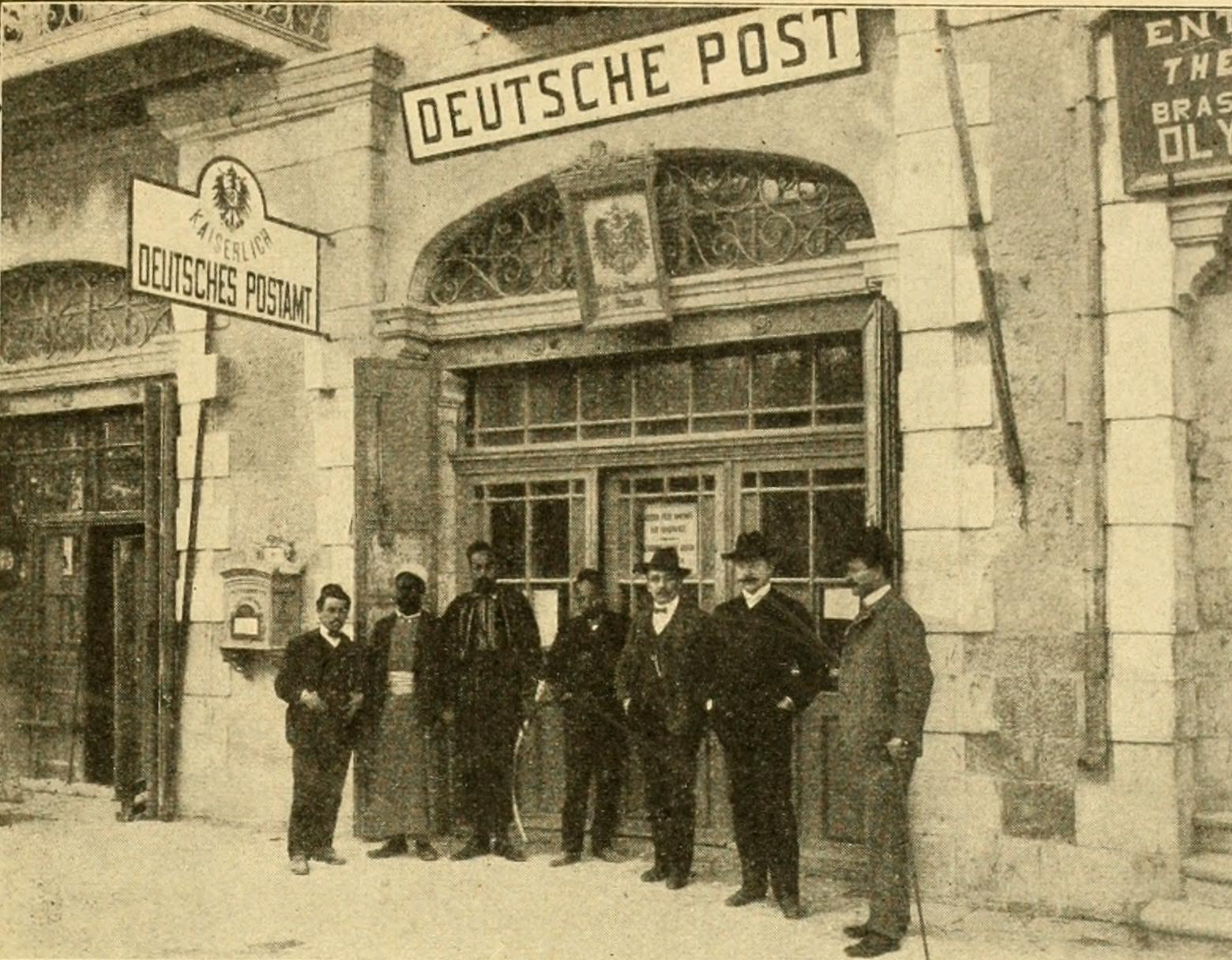
Postamt in Jerusalem

Die Deutschen Posteinrichtungen in der Türkei bestanden von 1870 bis zum Ausbruch des Ersten Weltkrieges 1914.
Im damaligen Osmanischen Reich eröffnete der Norddeutsche Postbezirk am 1. März 1870 als erste deutsche Postanstalt im Ausland die Postagentur „Constantinopel“. Nach Gründung des Deutschen Reiches übernahm die Reichspost am 11. Mai 1871 diese Aufgabe.
Neben Deutschland gab es weitere europäische Länder, die Posteinrichtungen in der Türkei unterhielten. Dazu zählten Österreich, Frankreich, Russland und Italien.

## Geschichte
In der Türkei bestand seit dem 1. März 1870 in Konstantinopel eine deutsche Postagentur die im Stadtteil Galata lag. Mitte 1871 erhielt die Agentur den Rang eines Postamts des Deutschen Reiches und galt als das Postamt Pera (im sogenannten Europäer-Viertel), während ein zweites (Zweig-)Postamt im damaligen Stadtteil Stambul („Constantinopel 2“), dem sogenannten Türken-Viertel am 1. Januar 1876 eröffnet wurde. Das Pera-Postamt wurde nach Galata verlegt. Am 1. Oktober 1877 wurde das Hauptpostamt von Pera nach Galata verlegt. Ab dem 1. März 1900 wurde in Pera das Zweigpostamt „Constantinopel 3“ eingerichtet.
Am 1. Oktober 1898 wurde ein deutsches Postamt in Jaffa eingerichtet; am 1. März 1900 traten deutsche Postämter in Beirut, Smyrna und Jerusalem ins Leben. Die deutschen Postämter in der asiatischen Türkei waren dem deutschen Postamt in Konstantinopel unterstellt, das dem Reichspostamt unmittelbar untergeordnet war. Jede Postanstalt rechnete unmittelbar mit der Generalpostkasse ab. Beim Eintritt in den Ersten Weltkrieg setzte die Türkei alle älteren Kapitulationen und die neueren Verträge außer Kraft, die ihre Hoheitsrechte durch das Bestehen fremder Postanstalten im eigenen Land beschränkten. Daraufhin stellten am 30. September 1914 die deutschen Postanstalten, ebenso wie die anderer Länder in der Türkei, ihren Betrieb ein.

## Verwaltungsaufbau
Sämtliche deutsche Postanstalten in der Türkei wurden von Anfang an durch Fachbeamte verwaltet. Das deutsche Postamt in Konstantinopel leitete ein Postdirektor. Im unteren Beamtendienst nahmen die mit polizeilichen Befugnissen ausgestatteten Kawassen eine hervortretende Stellung ein; die anderen unteren Beamten waren meist Hamale (Lastträger), teils Briefträger, Hausdiener oder Wächter. 1914 waren in der Türkei 23 Fachbeamte, drei Nichtfachbeamte, ein „farbiger“ Hilfsbeamter, 20 „weiße (Türken usw.)“ und sechs „farbige“ untere Beamte tätig gegenüber 17 deutschen Fachbeamten, sechs „weißen“ Hilfsbeamten und 29 im unteren Dienste beschäftigten Kräften Ende 1902. Die 1902 vorhandenen „weißen“ Hilfsbeamten entstammten deutschen nach Syrien ausgewanderten Familien. Sie wurden allmählich sämtlich als Postassistenten angestellt und nach Schließung der deutschen Postanstalten in den Reichsdienst übernommen. Die im unteren Dienst tätigen Beamten sind vom 1. Oktober 1914 ab solange aus Reichsmitteln unterstützt worden, bis sie ein anderes Unterkommen gefunden hatten.

## Postverbindungen
Zur Briefbeförderung zwischen Deutschland und den deutschen Postanstalten in der Türkei dienten alle geeigneten Verbindungen. Briefsendungen nach Konstantinopel und Smyrna wurden entweder mit der Eisenbahn nach Konstantinopel (Chemins de fer Orientaux) oder mit der Bahn nach Constantza und von da weiter mit rumänischen Schiffen befördert; für die Strecke Konstantinopel–Smyrna wurden die verschiedenen bestehenden Schiffsverbindungen benutzt. Briefsendungen nach den anderen deutschen Postanstalten wurden über dieselben Wege, in erster Linie aber über Italien und Alexandrien geleitet. Da auf der Eisenbahnstrecke Jaffa—Jerusalem Posten der fremdländischen Postanstalten nicht befördert werden durften, wurde bei Einrichtung des deutschen Postamtes in Jerusalem eine durch Kawassen begleitete Güterpost ins Leben gerufen, die später von der deutschen, russischen, italienischen und französischen Post gemeinsam unterhalten wurde. Die deutschen Postanstalten in der Türkei standen sämtlich untereinander und mit einer Reihe von Auswechslungspostanstalten in Deutschland im Kartenschlußwechsel. Außerdem wurden zahlreiche Briefposten auf Dienststellen anderer Länder gefertigt. Die Pakete von und nach Konstantinopel wurden früher über Varna oder über Triest geleitet; seit 1896 trat an die Stelle dieser Leitwege der Weg über Constantza und von da weiter mit rumänischen Schiffen. Pakete von und nach den deutschen Postanstalten gingen entweder über Triest oder über Constantza und Konstantinopel. Außerdem hatten alle Postanstalten einen Paketaustausch durch Vermittlung der Deutschen Levante-Linie.

## Dienstzweige
Die deutschen Postanstalten in der Türkei nahmen nach den Bestimmungen des Weltpostvertrages und der Nebenabkommen an allen Dienstzweigen teil, also auch am Postauftragsverkehr, den weder die Postanstalten in den deutschen Schutzgebieten noch die deutschen Postanstalten in China und Marokko vermittelten.

## Postwertzeichen

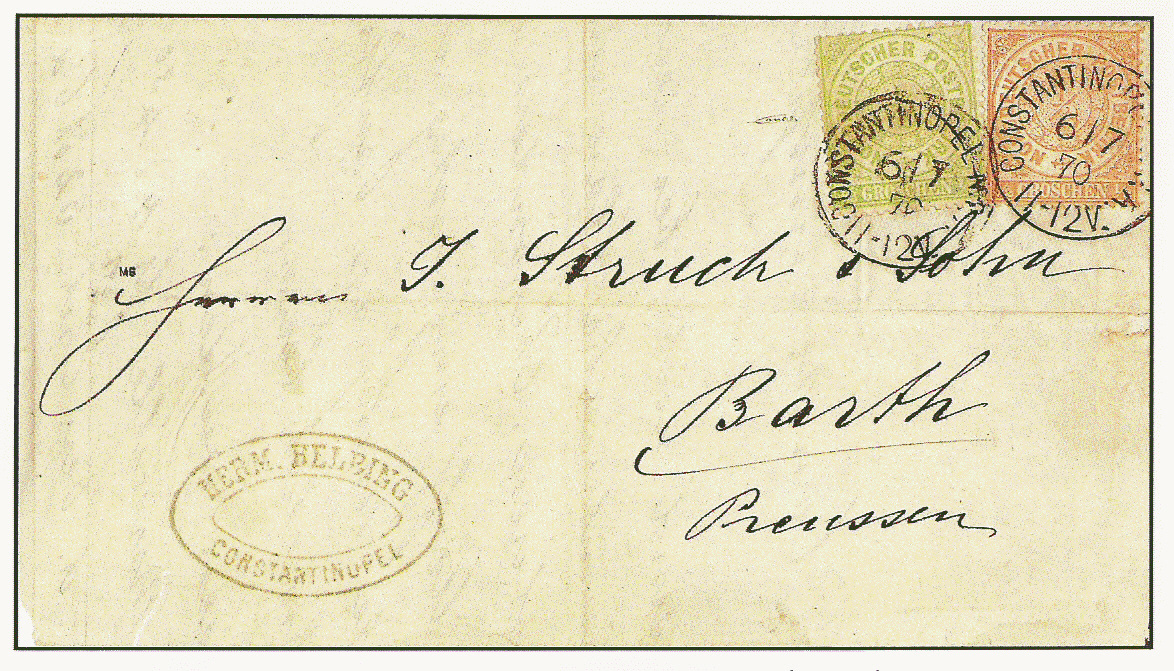
Brief vom 6. Juli 1870. Die Briefmarken stammen vom Norddeutschen Postbezirk und sind abgestempelt beim Deutschen Postamt in Konstantinopel

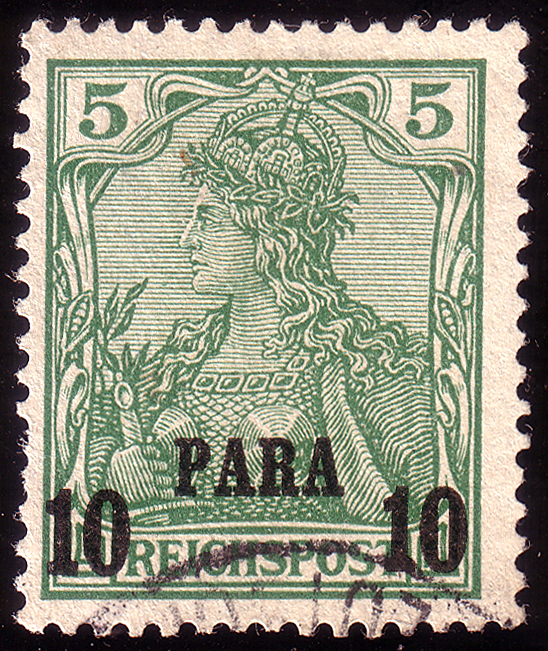
Überdruck zu 10 Para auf der Germania-Briefmarke (ab 10. Oktober 1900) zur Nutzung in der Türkei

Bei Aufnahme des deutschen Postdienstes ab dem 1. März 1870 in der Türkei wurden zunächst die Wertzeichen des Norddeutschen Postbezirks und ab 1872 des Deutschen Reiches benutzt. Erst 1884 wurden hier eigene Marken usw. herausgegeben. Die Wertzeichen der Deutschen Post in der Türkei wurden am 1. Oktober 1914 infolge Aufhebung der Kapitulationen (Verträge, die den christlichen Großmächten das Recht der Gerichtsbarkeitsausübung für ihre Untertanen durch die eigenen Konsuln geben) eingezogen.

## Weitere Deutsche Posteinrichtungen im Ausland
- Postgeschichte und Briefmarken von China
  - Deutsche Post in China
- Postgeschichte und Briefmarken von Marokko
  - Deutsche Post in Marokko
- Postgeschichte und Briefmarken von Kenia
  - Deutsche Post Lamu